# Anders Bærtelsen
Anders Bloch Bærtelsen (født 9. maj 2000) er en dansk fodboldspiller, der spiller for Viking FK.

## Klubkarriere
Bærtelsen startede sin fodboldkarriere som treårig i Støvring IF. I sine unge år spillede han ligeledes badminton, hvori han blev U/11-danmarksmester i 2011 i herresingle for Støvring Badminton. Herfor spillede han frem til U/12, hvor han skiftede til AaB.

### AaB
Han var anfører for AaB's U/19-hold, der blev nummer to efter FC Midtjylland i U/19 Ligaen i 2017-18-sæsonen.
Bærtelsen fik sin debut i Superligaen den 29. april 2018. Han var på daværende tidspunkt 17 år gammel.
I december 2018 var Bærtelsen til prøvetræning i West Bromwich Albion i ti dage. I stedet for at skrive under på en kontrakt med den engelske klub blev det i januar 2019 offentliggjort, at han havde skrevet under på en forlængelse af sin kontrakt med AaB, således den herefter varede frem til sommeren 2021. Sammen med fire andre ungdomsspillere blev han forfremmet til at være en permanent del af AaB's førsteholdstrup i sommeren 2019.

### Vendsyssel FF
I august 2020 blev Bærtelsen solgt til den danske 1. divisionsklub Vendsyssel FF. Han skrev under på en fireårig kontrakt.